# Gypona aurifascia
Gypona aurifascia är en insektsart som beskrevs av Walker 1858. Gypona aurifascia ingår i släktet Gypona och familjen dvärgstritar. Inga underarter finns listade i Catalogue of Life.